# 아리다군

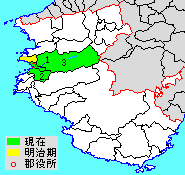
아리다 군의 위치

아리다군(일본어: 有田郡, ありだぐん)은 일본 와카야마현에 있는 군이다.
인구 40,382명, 면적 437.96km², 인구밀도 92.2명/km².(2025년 3월 1일, 추계인구)
이하 3정으로 구성된다.
- 아리다가와정(有田川町)
- 히로가와정(広川町)
- 유아사정(湯浅町)

## 역사
- 2006년 10월 1일, 가나야 정, 기비 정, 시미즈 정이 합병해 아리다가와정이 성립하였다.